# Isabela (Ecuador)
Isabela è l'isola più grande dell'arcipelago delle Galápagos. Con una lunghezza di 132 km e una larghezza di 84 si estende su una superficie di 4.588 km² e comprende una catena di 5 vulcani attivi, di cui Wolf che con 1.707 metri sul livello del mare rappresenta anche il punto più elevato dell'arcipelago.

## Storia
Il nome le è stato dato in onore a Isabella di Castiglia, la stessa regina che appoggiò Cristoforo Colombo nei suoi viaggi alla scoperta di nuove terre. Utilizzata dagli statunitensi durante la seconda guerra mondiale come base navale, l'isola divenne un penitenziario penale in cui venivano mandati fino al 1959, quando fu dismesso e divenne anch'esso parte del Parco Nazionale delle Galapagos.

## Descrizione

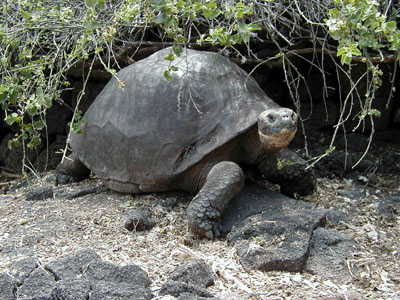
Tartaruga gigante delle Galápagos

Siti importanti dell'isola sono Punta Moreno, Elizabeth Bay, Urbina Bay, Punta Vicente Roca e Puerto Villamil. Puerto Villamil è il maggior centro e conta 1.500 abitanti. Le condizioni ambientali e la grandezza di Isabela contribuiscono ad una grande varietà di flora e fauna.
Isabela è l'habitat naturale delle tartarughe giganti delle Galápagos. A causa dell'introduzione da parte dell'uomo di mammiferi sull'isola, la sua popolazione si è notevolmente ridotta. Altre specie tipiche dell'isola sono i pinguini, i cormorani, i pellicani, le iguane terrestri e marine, foche, falchi delle Galapagos e altri.

## Alcuni degli uccelli che popolano l'isola

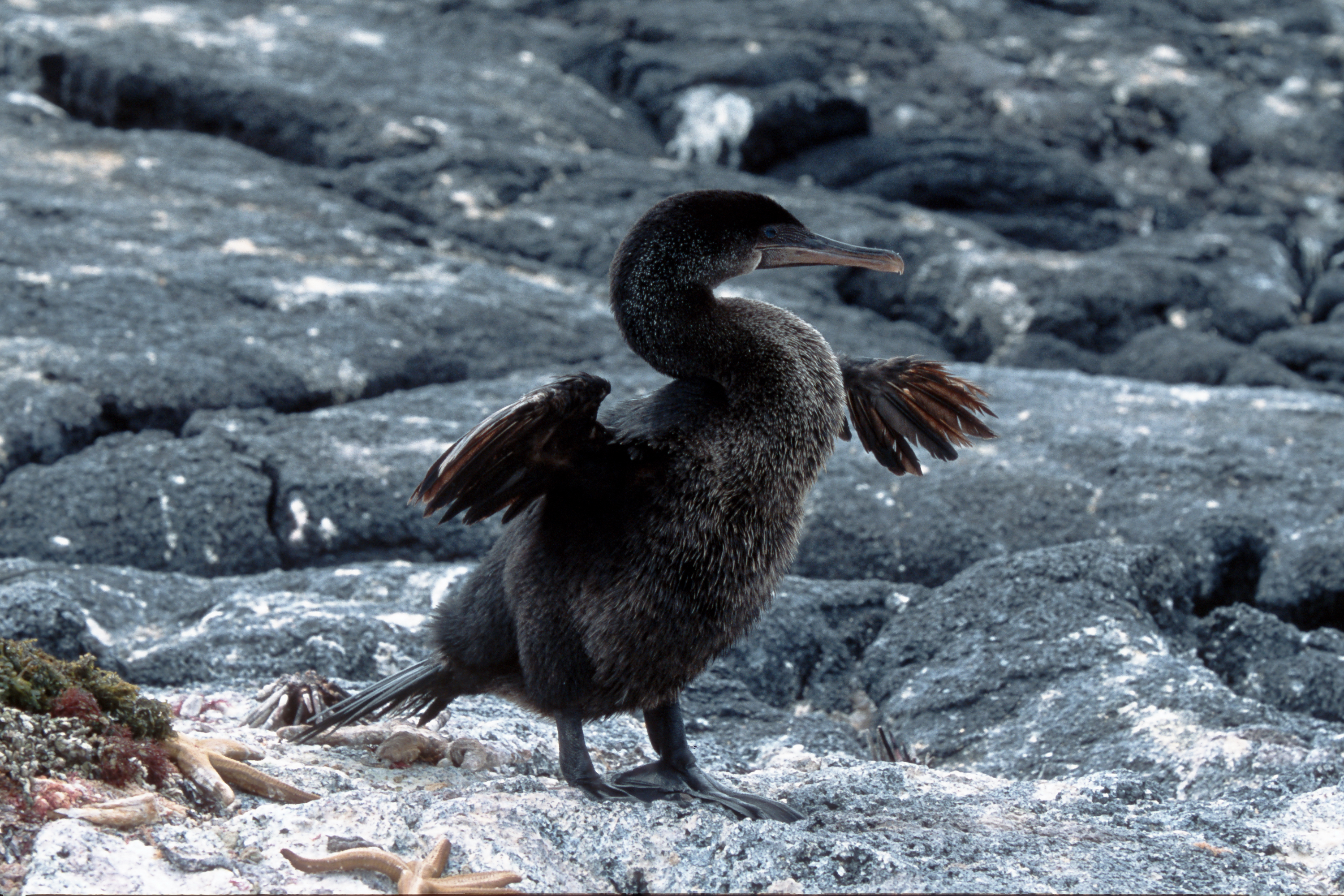
(Phalacrocorax harrisi)
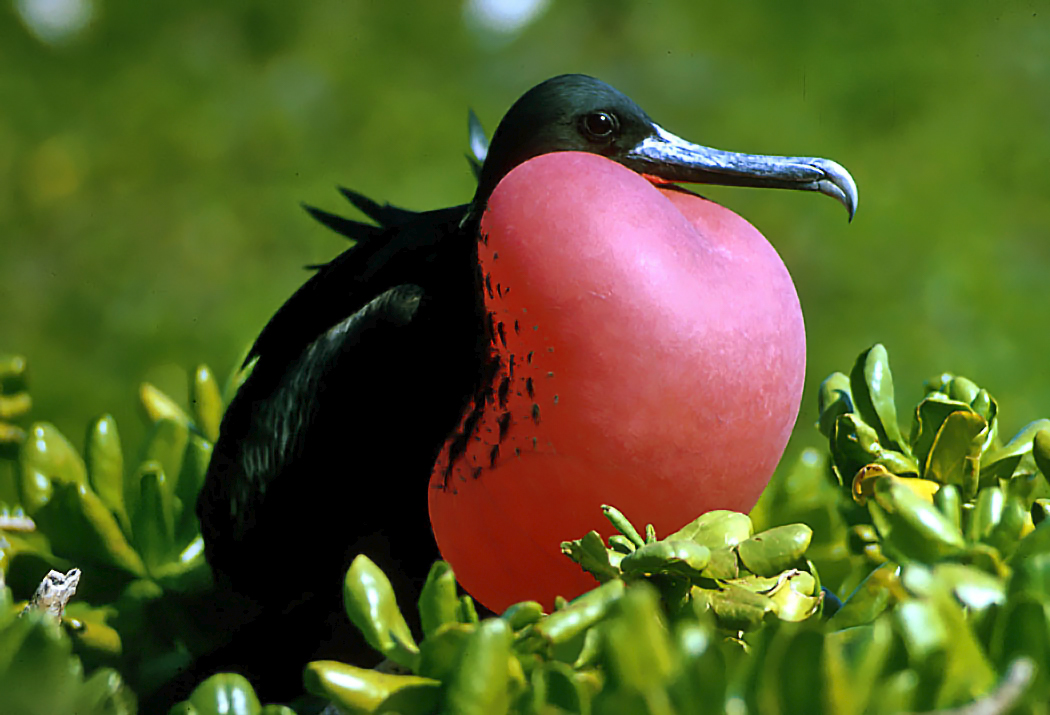
(Fregata magnificens)
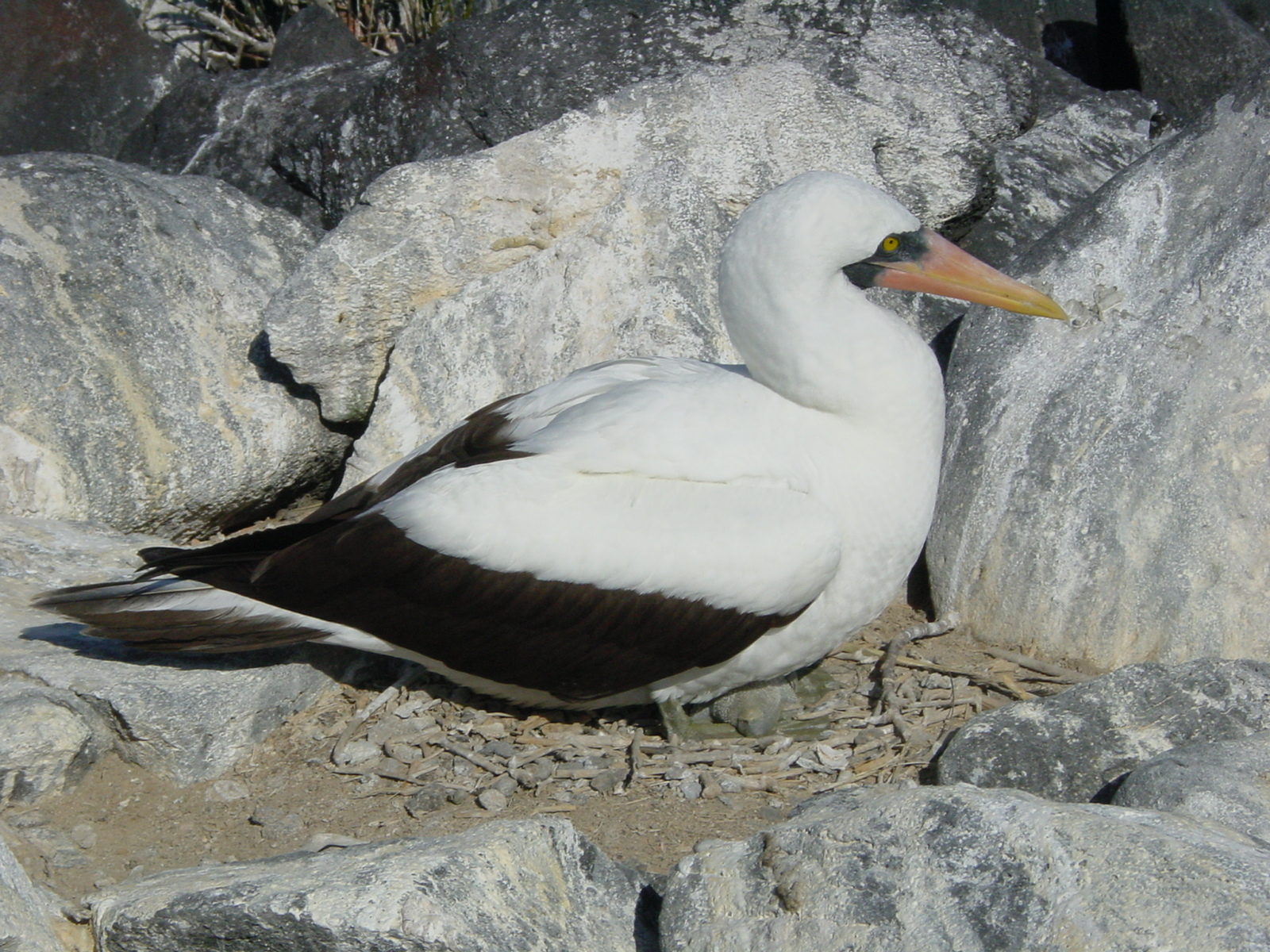
(Sula granti)
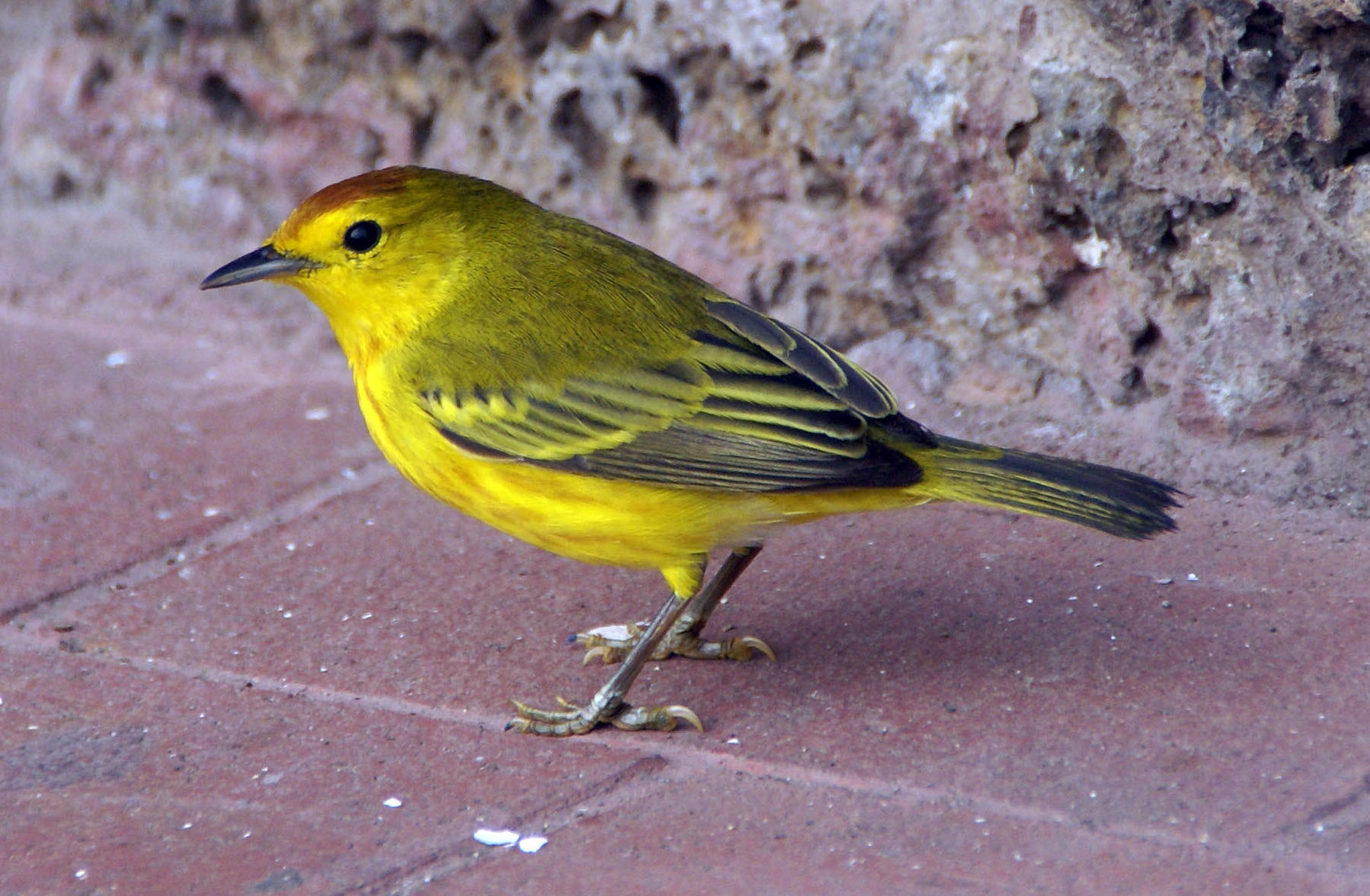
(Dendroica petechia)